# Stargirl (televisieserie)
DC's Stargirl, of simpelweg Stargirl, is een Amerikaanse televisieserie van The CW, ontwikkeld door Geoff Johns en gebaseerd op Courtney Whitmore van DC Comics, bedacht door Johns en Lee Moder. De serie werd geproduceerd door Berlanti Productions, Mad Ghost Productions en DC Entertainment in samenwerking met Warner Bros. Television. Na drie seizoenen kwam er een einde aan de serie. De serie is te streamen op HBO Max.

## Verhaal
Een decennium nadat de meeste leden van de Justice Society of America (JSA) zijn vermoord in een gevecht met de Injustice Society of America (ISA), ontdekt Courtney Whitmore, een high school studente die naar Blue Valley is verhuisd, een komische staf van Starman en dat haar stiefvader Pat Dugan zijn sidekick was. Na een aanvaring met de overgebleven leden van de ISA, de mysterieuze Dragon King en zijn dochter Cindy Burman, wordt Courtney het symbool van een nieuwe generatie van superhelden en rekruteert Yolanda Montez, Rick Tyler en Beth Chapel.
In het tweede seizoen nemen zij het op tegen Shade, een voormalig ISA-lid, en Eclipso, die samenwerkt met Cindy om een nieuwe ISA te creëren. Stargirl vindt in Jennie-Lynn Scott, Jakeem Williams, Thunderbolt, Charles McNider, een geredde Starman, voormalig ISA-medewerker Solomon Grundy, Sportsmaster en Tigress nieuwe bondgenoten.
In het derde seizoen leven de helden en hun vijanden samen in Blue Valley waar ze verstrikt raken in een moordmysterie van voormalig ISA-medewerker Steven Sharpe. Ondertussen worden ze bespioneerd door Icicle, die samenwerkt met oude vijanden Ultra-Humanite en Dragon King.

## Rolverdeling
| Acteur                  | Personage                                                       |
| ----------------------- | --------------------------------------------------------------- |
| Brec Bassinger          | Courtney Whitmore / Stargirl                                    |
| Yvette Monreal          | Yolanda Montez / Wildcat II                                     |
| Anjelika Washington     | Beth Chapel / Doctor Mid-Nite II                                |
| Cameron Gellman         | Rick Tyler / Hourman II                                         |
| Trae Romano             | Mike Dugan                                                      |
| Jake Austin Walker      | Henry King Jr.                                                  |
| Meg DeLacy              | Cindy Burman / Shiv                                             |
| Neil Jackson            | Jordan Mahkent / Icicle                                         |
| Christopher James Baker | Henry King Sr. / Brainwave                                      |
| Amy Smart               | Barbara Whitmore                                                |
| Luke Wilson             | Pat Dugan / S.T.R.I.P.E.                                        |
| Hunter Sansone          | Cameron Mahkent                                                 |
| Nick Tarabay            | Eclipso                                                         |
| Alkoya Brunson          | Jakeem Williams / Jakeem Thunder                                |
| Neil Hopkins            | Lawrence "Crusher" Crock / Sportsmaster                         |
| Joy Osmanski            | Paula Brooks / Tigress                                          |
| Joel McHale             | Sylvester Pemberton / Starman en Gerard Shugel / Ultra-Humanite |

## Afleveringen

### Seizoen 1 (2020)
| Afl. | Titel                           | Regie              | Scenario            | Originele releasedatum |
| 1    | "Pilot"                         | Glen Winter        | Geoff Johns         | 18 mei 2020            |
| 2    | "S.T.R.I.P.E."                  | Greg Beeman        | Geoff Johns         | 25 mei 2020            |
| 3    | "Icicle"                        | Michael Nankin     | Colleen McGuinnes   | 1 juni 2020            |
| 4    | "Wildcat"                       | Rob Hardy          | James Dale Robinson | 8 juni 2020            |
| 5    | "Hourman and Dr. Mid-Nite"      | David Straiton     | Melissa Carter      | 15 juni 2020           |
| 6    | "The Justice Society"           | Christopher Manleh | Taylor Streitz      | 22 juni 2020           |
| 7    | "Shiv: Part One"                | Lea Thompson       | Evan Ball           | 29 juni 2020           |
| 8    | "Shiv: Part Two"                | Geary McLeod       | Paula Sevenbergen   | 6 juli 2020            |
| 9    | "Brainwave"                     | Tamra Davis        | Colleen McGuinness  | 13 juli 2020           |
| 10   | "Brainwave Jr."                 | Andi Armaganian    | James Dale Robinson | 20 juli 2020           |
| 11   | "Shining Knight"                | Jennifer Phang     | Geoff Johns         | 27 juli 2020           |
| 12   | "Stars & S.T.R.I.P.E. Part One" | Toa Fraser         | Melissa Carter      | 3 augustus 2020        |
| 13   | "Stars & S.T.R.I.P.E. Part Two" | Greg Beeman        | Geoff Johns         | 10 augustus 2020       |

### Seizoen 2 (2021)
| Afl. | Titel                             | Regie                | Scenario                        | Originele releasedatum |
| 1    | "Summer School: Chapter One"      | Andi Armaganian      | Geoff Johns                     | 10 augustus 2021       |
| 2    | "Summer School: Chapter Two"      | Andi Armaganian      | James Dale Robinson             | 17 augustus 2021       |
| 2    | "Summer School: Chapter Three"    | Lea Thompson         | Turi Meyer & Alfredo Septién    | 24 augustus 2021       |
| 2    | "Summer School: Chapter Four"     | Lea Thompson         | Taylor Streitz                  | 31 augustus 2021       |
| 2    | "Summer School: Chapter Five"     | Sheelin Choksey      | Steve Harper                    | 7 september 2021       |
| 2    | "Summer School: Chapter Six"      | Walter Carlos Garcia | Paula Sevenbergen               | 14 september 2021      |
| 2    | "Summer School: Chapter Seven"    | Sheelin Choksey      | Robbie Hyne                     | 21 september 2021      |
| 2    | "Summer School: Chapter Eight"    | Andi Armaganian      | Steve Harper                    | 28 september 2021      |
| 2    | "Summer School: Chapter Nine"     | Andi Armaganian      | Alfredo Septién & Turi Meyer    | 5 oktober 2021         |
| 2    | "Summer School: Chapter Ten"      | Sheelin Choksey      | Taylor Strietz                  | 12 oktober 2021        |
| 2    | "Summer School: Chapter Eleven"   | Sheelin Choksey      | Paula Sevenbergen & Robbie Hyne | 19 oktober 2021        |
| 2    | "Summer School: Chapter Twelve"   | Greg Beeman          | James Dale Robinson             | 26 oktober 2021        |
| 2    | "Summer School: Chapter Thirteen" | Greg Beeman          | Geoff Johns                     | 2 november 2021        |

### Seizoen 3: Frenemies (2022)
| Afl. | Titel                                                                            | Regie                | Scenario                             | Originele releasedatum |
| 1    | "Frenemies – Chapter One: The Murder"                                            | Andi Armaganian      | Geoff Johns                          | 31 augustus 2022       |
| 2    | "Frenemies – Chapter Two: The Suspects"                                          | Andi Armaganian      | Robbie Hyne                          | 7 september 2022       |
| 3    | "Frenemies – Chapter Three: The Blackmail"                                       | Walter Carlos Garcia | Taylor Streitz                       | 14 september 2022      |
| 4    | "Frenemies – Chapter Four: The Evidence"                                         | Walter Carlos Garcia | Paula Sevenbergen                    | 21 september 2022      |
| 5    | "Frenemies – Chapter Five: The Thief"                                            | Lea Thompson         | Steve Harper                         | 5 oktober 2022         |
| 6    | "Frenemies – Chapter Six: The Betrayal"                                          | Lea Thompson         | Alfredo Septién & Turi Meyer         | 12 oktober 2022        |
| 7    | "Frenemies – Chapter Seven: Infinity Inc. Part One"                              | Glen Winter          | James Dale Robinson                  | 19 oktober 2022        |
| 8    | "Frenemies – Chapter Eight: Infinity Inc. Part Two"                              | Glen Winter          | Paula Sevenbergen & Robbie Hyne      | 26 oktober 2022        |
| 9    | "Frenemies – Chapter Nine: The Monsters"                                         | Andi Armaganian      | Geoff Johns                          | 2 november 2022        |
| 10   | "Frenemies – Chapter Ten: The Killer"                                            | Andi Armaganian      | James Dale Robinson & Taylor Streitz | 9 november 2022        |
| 11   | "Frenemies – Chapter Eleven: The Haunting"                                       | Jennifer Phang       | Steve Harper & Maytal Zchut          | 16 november 2022       |
| 12   | "Frenemies – Chapter Twelve: The Last Will and Testament of Sylvester Pemberton" | Jennifer Phang       | Turi Meyer & Alfredo Septién         | 30 november 2022       |
| 13   | "Frenemies – Chapter Thirteen: The Reckoning"                                    | Walter Carlos Garcia | Geoff Johns                          | 7 december 2022        |